# Dorcadion laevepunctatum
Dorcadion laevepunctatum är en skalbaggsart som beskrevs av Stefan von Breuning 1944. Dorcadion laevepunctatum ingår i släktet Dorcadion och familjen långhorningar. Inga underarter finns listade i Catalogue of Life.